# Stara Żadowa
Stara Żadowa (ukr. Стара Жадова, rum. Jadova, niem. Zadowa Alt) – wieś na Ukrainie, w obwodzie czerniowieckim, w rejonie storożynieckim.

## Zabytki
- pałac z parkiem, obecnie sanatorium dla dzieci
- cmentarz żydowski